# جیمی بارجوناس
جیمی بارجوناس (انگلیسی: Jamie Barjonas؛ زادهٔ ۲۴ ژانویهٔ ۱۹۹۹) بازیکن فوتبال اهل بریتانیا است.
از باشگاه‌هایی که در آن بازی کرده‌است می‌توان به باشگاه فوتبال رنجرز اشاره کرد.
وی همچنین در تیم‌های ملی فوتبال Scotland national youth football team, Scotland national under-16 football team, Scotland national under-17 football team، و Scotland national under-19 football team بازی کرده‌است.